# Fuglenes Verden
Fuglenes Verden er en BBC-produceret dokumentarserie, der handler om fugle fra hele verden. Man får bl.a. et indblik i de forhistoriske flyveøglers liv. Sir David Attenborough er manuskriptforfatter og vært på serien, som også er udkommet på DVD. DVD-serien er delt op i 10 afsnit, fordelt på 5 DVD'er. DVD-serien er udgivet og produceret af filmselskabet Universal Pictures.
Serien er en del af Attenboroughs Life-serie af programmer, hvor The Private Life of Plants (1995) gik forud, og den blev efterfulgt af The Life of Mammals (2002). Inden sidstnævnte blev sendt var Attenborough vært på State of the Planet (2000) og fortæller  på The Blue Planet (2001).

## Oversigt over de 10 afsnit (oversat til dansk)
- At flyve eller ikke flyve?
- Flyvningens kunst
- Den evige jagt på føde
- Kødædere
- Fiskeri som levevej
- Signaler og sang
- Det at finde en mage
- Æglægningens trængsler
- Problemer med forældreværdigheden
- Hvor langt kan vingerne bære?